# Leen van der Meulen

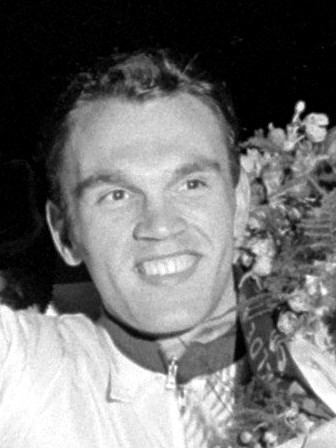
Leen van der Meulen in 1961

Leendert (Leen) van der Meulen (Badhoevedorp, 22 november 1937 – 2 september 2015) was een Nederlands wielrenner die zijn grootste successen als stayer behaalde.

## Loopbaan
Van der Meulen was aanvankelijk een wegwielrenner. In mei 1957 liep hij bij een zware val in Olympia's Tour een schedelbasisfractuur op en lag hij anderhalve week in coma. Hij kwam een jaar later terug en haalde onder meer een tweede plaats in de Ronde van Zuid-Holland in juni 1958. Vanwege gezondheidsproblemen door zijn val besloot hij zich enkel nog met baanwielrennen bezig te houden. In 1960 werd hij nationaal kampioen stayeren. Een jaar later werd hij achter gangmaker Bertus de Graaf op de Oerlikonbaan in Zürich wereldkampioen stayeren bij de amateurs. 
Van der Meulen werd vervolgens profwielrenner, maar beëindigde in september 1962 abrupt zijn wielercarrière omdat hij door zijn val vijf jaar eerder problemen had met zijn fysieke gesteldheid. Hij was vervolgens ondernemer en projectontwikkelaar en emigreerde in de jaren 80 naar Canada. Hij ontwierp een bekertje waarmee blikjes frisdrank afgesloten konden worden en probeerde dit idee te verzilveren. Ook was hij de initiatiefnemer van het evenement Bike-for-your-Life voor toerfietsers. Op latere leeftijd verhuisde hij weer naar Nederland.

## Overlijden
Leendert van der Meulen overleed in september 2015 op 77-jarige leeftijd aan de gevolgen van uitgezaaide prostaatkanker. Terwijl hij ongeneeslijk ziek was, richtte hij naar aanleiding van een autistische kleinzoon de stichting Optimisme Voor Autisme op, waarmee een woonproject moet worden gefinancierd. Van der Meulen is begraven op begraafplaats De Iepenhof te Hoofddorp. 